# Röda linjen (musikalbum)
Röda linjen är ett musikalbum av Jan Hammarlund, utgivet 2007. 
I albumets låtar sjunger Hammarlund bland annat om skotten i Ådalen ("Livet i Lunde"), Fadime Sahindal ("Flickan från bergen") och den fackligt aktive tunnelbaneföraren Per Johansson ("Arbetarhjälten i tunnelbanan").

## Låtlista
1. "Simma i Vinterviken" - 4:03
2. "Livet i Lunde" - 5:50
3. "Frasses ständiga otur" - 3:24
4. "Arbetarhjälten i tunnelbanan" - 3:52
5. "Flickan från bergen" - 5:14
6. "Mitt handbagage är allt jag har" - 1:56
7. "Jessie från Psagot" - 4:07
8. "Jerusalem" - 5:56
9. "Hotet" - 3:50
10. "Täfteå" - 4:01
11. "Röda linjen" - 2:01